# Albert Jané i Riera
Albert Jané i Riera   (Barcelona, 13 d'agost de 1930) és un escriptor, lingüista i traductor català, destacat per la seva faceta com a director de la revista Cavall Fort i per ser un gran aficionat a l'excursionisme. Jané també ha fet de corrector, de professor de llengua, d'activista cultural, de dinamitzador i, com a aficionat, de dibuixant.

## Biografia
Albert Jané va estudiar peritatge mercantil, però ben aviat es decantà per l'escriptura i la gramàtica. Interessat per la docència, de l'any 1958 al 1963 va exercir com a professor de català per a adults. També era treballador de banca. Fou redactor (1963-1979) i director (1979-1997) de la revista Cavall Fort, publicació en què ha adaptat més de cent títols de tires còmiques per al públic infantil i juvenil, com també ho ha fet per a diverses editorials. A ell si li pot atribuir, per exemple, l'encertada traducció de Les Schtroumpfs per Els barrufets, Les aventures d'en Filalici o la d'Aquil·les Taló. El 1967, en l'article El llenguatge a Cavall Fort, (inclòs en el llibre Cavall Fort, una experiència concreta), fa un estudi del model de llengua que volien seguir en la revista, un text encara de plena actualitat.
Ha escrit i publicat quatre gramàtiques: Signe, Gramàtica essencial de la llengua catalana, Gramàtica catalana i Pas a pas. És autor del Diccionari català de sinònims i de diversos llibres sobre temes de llenguatge, especialment els volums intitulats El llenguatge. A banda dels llibres de gramàtica i de llenguatge, ha fet nombroses traduccions o adaptacions de contes com El soldadet de plom (1983) i La Caputxeta Vermella (1984), llegendes, rondalles, faules, narracions populars i historietes des del francès, anglès, italià, castellà o occità. També ha adaptat al català els diàlegs d'una llarga llista de pel·lícules per a adolescents, entre les quals destaca La Ventafocs, la primera en ser doblada al català.
És membre de la Secció Filològica de l'Institut d'Estudis Catalans i de l'Associació d'Escriptors en Llengua Catalana. Des del gener del 2015, Jané és president del Consell Supervisor del Termcat. L'any 2020, per celebrar els 90 anys d'Albert Jané, la Institució de les Lletres Catalanes li va organitzar un acte d'homenatge a l'Ateneu Barcelonès i es va editar el llibre El barrufet gramàtic. Homenatge a Albert Jané, un conjunt d'articles dedicats a l'autor i coordinats per Jordi Manent.

## Obra

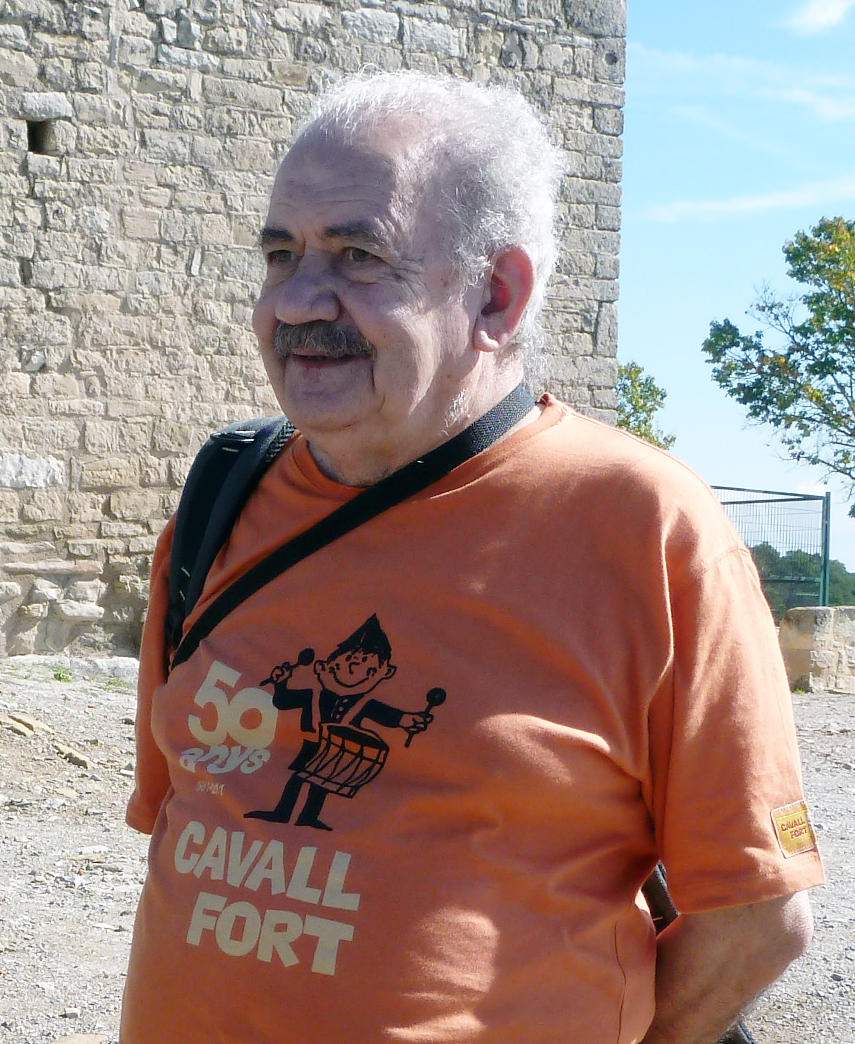
Albert Jané, d'excursió a Sant Pere de Boixadors, amb la samarreta dels 50 anys de Cavall Fort. 11 d'octubre de 2014.

Al llarg de la seva carrera ha escrit diversos llibres, especialment de gramàtica i lingüística, així com també literaris, entre els quals destaquen:

### Diccionaris, gramàtiques i estudis lingüístics
- 1962: Gramàtica Signe. Normes pràctiques de gramàtica catalana. Barcelona: Edígraf. Redactat per Jané, amb la col·laboració de Josep Ibàñez, Enric Gual i Maria Eugènia Dalmau. Se'n van fer 11 edicions (entre 1962 i 1977).
- 1966: La llengua catalana. Ed. Bruguera, col·lecció "Quaderns de Cultura, n. 10.
- 1967: Gramàtica essencial de la llengua catalana. Ed. Bruguera.
- 1968: Gramàtica catalana. Ed. Salvat.
- 1972: Diccionari català de sinònims (1a edició a Ed. Aedos).[15]
- 1973: Aclariments lingüístics. Tres volums. Ed. Barcino.
- 1977: Diccionari català de sinònims (3a edició a Ed. Aedos).
- 1992: Diccionari català de sinònims (1a edició a Barcanova).

### Prosa
- 1975: Rondalles de Catalunya.
- 1980: Rondalles d'arreu del món.
- 1980: Cròniques de sempre.
- 1982: A la vora del foc.
- 1986: Els camins irresolts.[16]
- 1988: Pas a pas.
- 1991: Tal dia farà l'any.
- 1998: Tres nadales i tres romanços, Premi de Poesia Parc Taulí 1998.
- 2004: Els dies i els llocs.
- 2006: El llibre de Daniel. Barcelona: Associació Llengua Nacional.
- 2008: Adaptació de l'Odissea d'Homer (Premi Crítica Serra d'Or de Literatura Infantil i Juvenil, 2009).
- 2013: El contrapunt dels decasíl·labs. Barcelona: Associació Llengua Nacional.
- 2014: Del «Quadern de Barcelona» (8) (2006). Barcelona: Associació Llengua Nacional.
- 2014: Què deuen voler? Barcelona: Associació Llengua Nacional. Edició no venal de 40 exemplars.
- 2017: El cercapous transversal. Barcelona: Associació Llengua Nacional.
- 2018: Calidoscopi informal. (novel·la) Edicions de la Ela Geminada. 1400 pàgines[17]
- 2019: L'apocrifalipsi. Barcelona: Associació Llengua Nacional.
- 2021: L'almanac anacrònic. Barcelona: Associació Llengua Nacional.
- 2024ː Les arrels del capvespre. Servei de Publicacions de la Universitat Autònoma de Barcelona, Col·lecció El Postgrau, núm. 3. Bellaterra (estudi introductori de Jaume Macià i Guilà). ISBN 978-84-10202-23-8 (paper) / ISBN 978-84-10202-24-5 (digital).

## Premis i reconeixements
- Soci d'honor de l'Associació d'Escriptors en Llengua Catalana[18]
- 1990 - Creu de Sant Jordi
- 1997 - Premi Nacional de Periodisme
- 1998 - Premi de Poesia Parc Taulí, per Tres nadales i tres romanços
- 2009 - Premi Crítica Serra d'Or de Literatura Infantil i Juvenil, per l'adaptació de l'Odissea d'Homer
- 2013 - Premi de Normalització Lingüística i Cultural de l'ADAC[19]
- 2014 - Finalista al Premi Martí Gasull i Roig a l'exemplaritat en la defensa de la llengua, juntament amb l'Escola Valenciana i Moritz[20][21]
- 2017 - I Premi Especial del Jurat dels Premis Martí Gasull i Roig[22][23]
- 2024 - 56è Premi d’Honor de les Lletres Catalanes,[24] pel seu "treball silent i incansable per la llengua catalana"[25]